# Sophora koreensis
Sophora koreensis är en ärtväxtart som beskrevs av Takenoshin Nakai. Sophora koreensis ingår i släktet soforor, och familjen ärtväxter. Inga underarter finns listade i Catalogue of Life.